# Ludwig-Baumann-Park
Der Ludwig-Baumann-Park ist eine Parkanlage im Wohngebiet „Jenfelder Au“ im Hamburger Stadtteil Jenfeld. Er erinnert an den Widerstand des Wehrmachtsdeserteurs Ludwig Baumann gegen den Krieg des Nazi-Regimes.

## Gedenkort
Im Park befindet sich eine Tafel (Stele), die an seinen Lebenslauf erinnert: „Baumann wuchs in Hamburg auf. Er schloss eine Lehre als Maurer ab. Er wurde zum Reichsarbeitsdienst (RAD) und direkt im Anschluss zur Kriegsmarine einberufen. Er und ein Freund beschlossen 1941 auf einem Marinestützpunkt in Frankreich, gemeinsam zu desertieren und über Marokko nach Amerika zu fliehen. Das gelang ihnen nicht. Sie wurden von einem Kriegsgericht zum Tode verurteilt.“ Begnadigt kam er zunächst in das KZ Esterwegen und von dort zum „Bewährungsbataillon“ 500 an die Ostfront. Durch eine Schussverletzung an der Schulter kam er in ein Lazarett und überlebte den Krieg. Er wurde später Träger mehrerer Friedenspreise.
2024 hat die Bezirksversammlung Wandsbek einen „Weg der Erinnerung“ initiiert, an dem sich die 2021 nach Baumann benannte Grünfläche befindet.